# Foton (satellite)
Pour les articles homonymes, voir Foton.

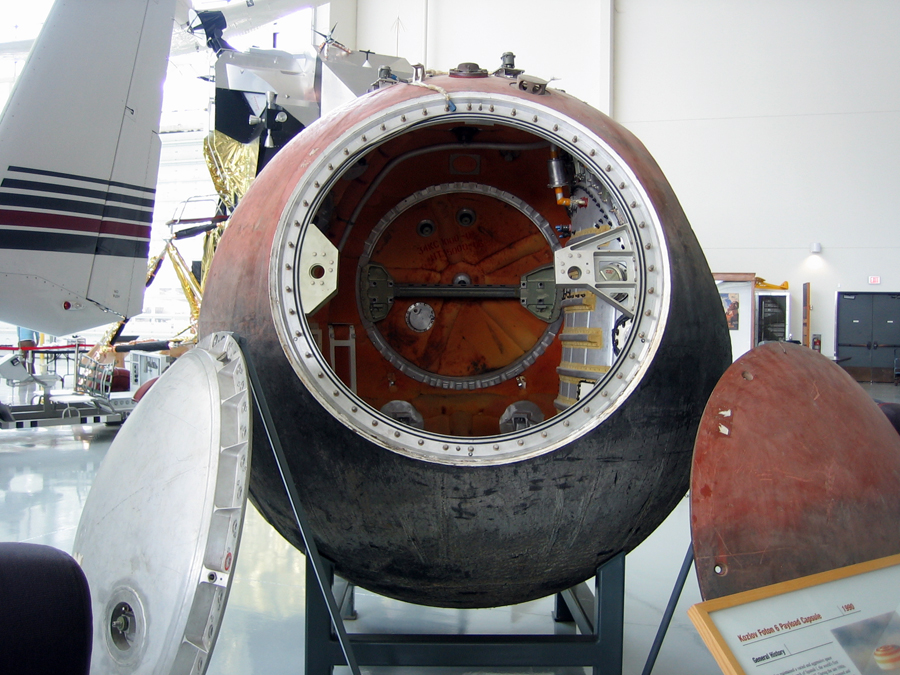
La capsule de rentrée de Foton 6 exposée au Evergreen Aviation & Space Museum à McMinnville, Oregon.

Foton (en russe : Фотон, « photon ») est le nom de projet de deux séries de programmes de satellites scientifiques capables de revenir sur Terre soviétiques puis russes. Bien que non habités, leur conception a été adaptée de la capsule Vostok. Le projet Foton est principalement axé sur la recherche en science des matériaux, mais certaines missions ont également mené des expériences pour d'autres domaines de recherche, notamment la biologie. La série originale de Foton comprenait 12 lancements depuis le cosmodrome de Plesetsk, de 1985 à 1999. La deuxième série, Foton-M, incorpore de nombreuses améliorations par rapport au Foton original et est toujours utilisée. Le premier lancement a eu lieu en 2002 à partir du cosmodrome de Plesetsk, mais s'est soldé par un échec en raison d'un problème lié au lanceur. Les trois suivants ont été effectués depuis le cosmodrome de Baïkonour, sans échec. Les séries Foton et Foton-M ont toutes deux utilisé des fusées Soyouz-U (11A511U et 11A511U2) comme lanceur. À partir de la mission Foton-7, l'Agence spatiale européenne est partenaire du programme Foton.

## Foton-M
Foton-M est une nouvelle génération de véhicules spatiaux destinés aux recherches menées dans l'environnement de micropesanteur en orbite terrestre. La conception de Foton-M est basée sur celle de Foton, avec plusieurs améliorations, notamment une nouvelle unité de télémesure et de télécommande pour un débit de données accru, une capacité de batterie accrue et un meilleur système de contrôle thermique. Il est produit par TsSKB-Progress à Samara.
Le premier lancement, Foton-M1 a échoué en raison d'un dysfonctionnement de son lanceur, Soyouz-U. Le deuxième lancement, Foton-M2, a cependant été un succès. Foton-M3 a été lancé le 14 septembre 2007 par une fusée Soyouz-U avec Nadezhda, une blatte qui a été la première créature terrestre à produire une progéniture conçue dans l'espace. Il est rentré sur Terre le 26 septembre 2007 pour atterrir au Kazakhstan à 7h58 GMT.

## Rentrée
La capsule Foton a une capacité de propulsion limitée. Sa trajectoire et son orientation de rentrée ne peuvent donc pas être contrôlées une fois la capsule séparée du module de service. Cela signifie que la capsule doit être protégée de la chaleur de rentrée de tous les côtés, expliquant ainsi sa forme sphérique (par opposition à la forme conique des capsules américaines), qui permet un volume maximal tout en minimisant la surface externe. Cependant, le manque de portance signifie que la capsule subit des efforts importants lors de la rentrée, allant de 8 à 9 g.

## Historique des lancements
| Nom            | Date de lancement | Date de récupération | Charge utile                                        | Notes |
| -------------- | ----------------- | -------------------- | --------------------------------------------------- | --- |
| Foton-1        | 1985-04-16        | ?                    |                                                     | Actuellement exposé au Deutsches Museum de Nuremberg. |
| Foton-2        | 1986-05-21        | ?                    |                                                     | |
| Foton-3        | 1987-04-24        | ?                    |                                                     | |
| Foton-4        | 1988-04-14        | ?                    |                                                     | |
| Foton-5        | 1989-04-26        | ?                    |                                                     | |
| Foton-6        | 1990-04-11        | ?                    |                                                     | Capsule de rentrée de Foton 6 exposée au Evergreen Aviation & Space Museum à McMinnville, Oregon |
| Foton-7        | 1991-10-04        | ?                    |                                                     | Capsule de rentrée exposée devant les bureaux de iXblue à Saint-Germain-en-Laye |
| Foton-8        | 1992-10-08        | ?                    |                                                     | |
| Foton-9        | 1994-06-14        | ?                    |                                                     | |
| Foton-10       | 1995-02-16        | ?                    |                                                     | |
| Foton-11       | 1997-10-09        | ?                    |                                                     | |
| Foton-12       | 1999-09-09        | 1999-09-24           |                                                     | Capsule de rentrée exposée au Centre européen de technologie spatiale à Noordwijk, aux Pays-Bas |
| Foton-M No.1   | 2002-10-15        | N/A                  |                                                     | Perdu à cause d'un échec de lancement |
| Foton-M No.2   | 2005-05-31        | 2005-06-16           |                                                     | |
| Foton-M No.3   | 2007-09-14        | 2007-09-26           | Young Engineers' Satellite 2 (en), satellite captif | Transportait Nadezhda, un cafard qui s'est accouplé pendant la mission et a ensuite produit les premiers Terriens conçus dans l'espace. |
| Foton-M No.4   | 2014-07-18        | 2014-09-01           |                                                     | La mission de deux mois a été réduite à 44 jours en raison de l'échec des communications après le lancement et du fait que la capsule n'a pas rejoint son orbite prévue. Cinq geckos diurnes ornés de l'île Maurice, lancés pour suivre leurs habitudes sexuelles dans l'espace, sont morts pendant la mission,. |
| Références : , |                   |                      |                                                     | |